# Luncșoara (Hălmăgel)
Luncșoara je desna pritoka rijeke Hălmăgel u Rumunjskoj. Ulijeva se u Hălmăgel u selu Hălmăgel. Duljina joj je 16 km, a površina porječja 35 km2.